# True Williams
Truman W. Williams, dit True Williams, né le 22 mars 1839 et mort le 23 novembre 1897, est un artiste américain connu pour avoir été le seul illustrateur des romans de Mark Twain. Lors de la publication de Les Aventures de Tom Sawyer (1876), c'est donc lui qui a donné un portrait visuel de personnages tels que Tom Sawyer et Huckleberry Finn.
Il se retrouve également dans Croquis nouveaux et anciens  (Shetches, New and Old)  À la dure  (Roughing It) et Le Voyage des innocents (Innocents Abroad). Il travailla avec d'autres auteurs, en particulier Bill Nye, George W. Peck, Joaquin Miller.
Ce fut aussi un ivrogne notoire, dont l'alcoolisme nuisit considérablement à son art, ce qui finit par le rendre peu fiable.

## Biographie

### Jeunesse

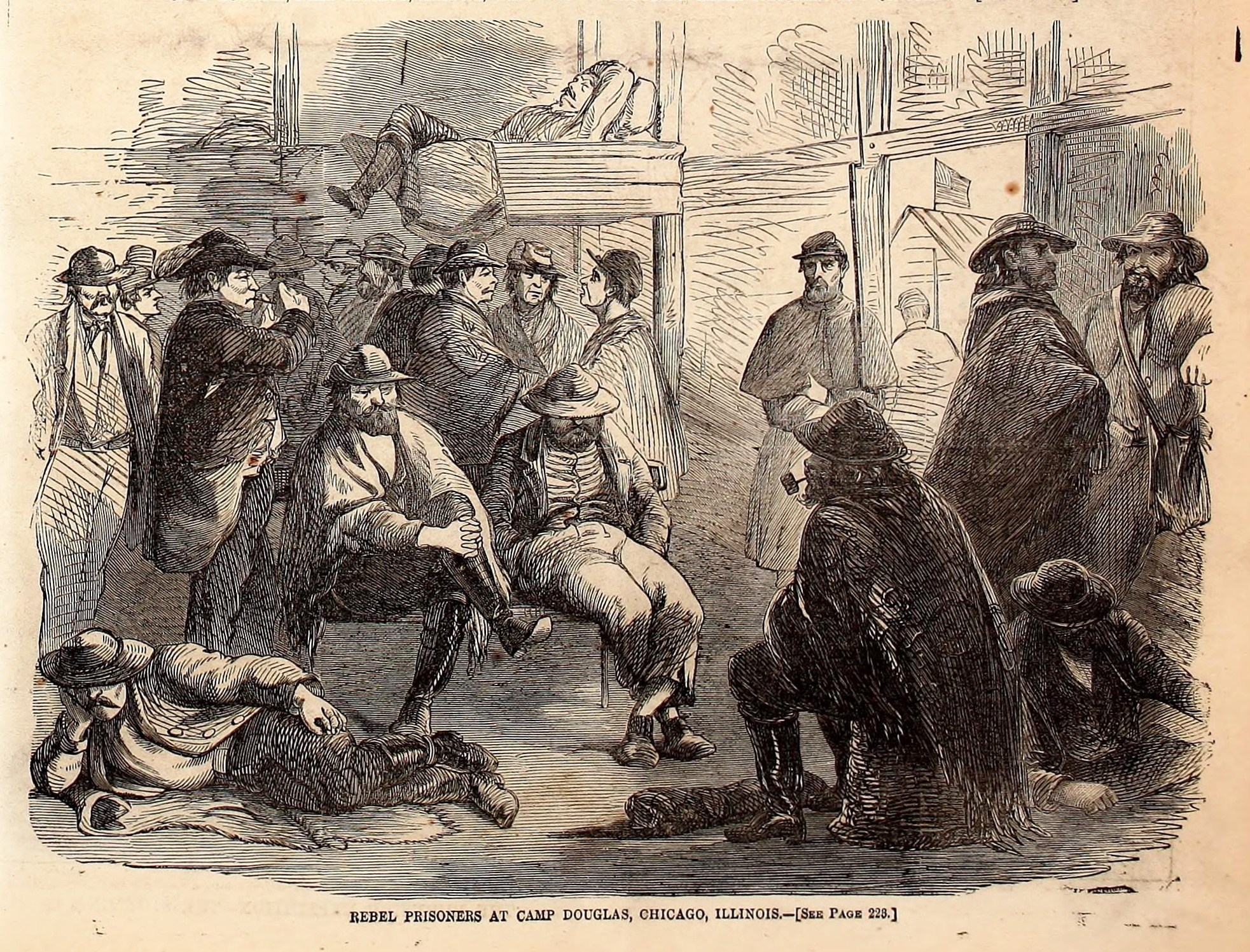
L'un des premiers ouvrages publiés : prisonniers de rebelles confédérés à Camp Douglas (5 avril 1862)

Truman W. Williams (son second nom est inconnu) naquit le 22 mars 1839, dans le Comté d'Allegany, New York, de Aas et Louisa Keelar Williams. Il grandit à Watertown et devint un illustrateur autodidacte, dont le talent se manifesta dès son plus jeune âge. 
L'une de ses premières œuvres publiées parut dans le  Harper's Weekly en avril 1862, illustrant des prisonniers confédérés de la Guerre Civile. 
Plus tard, Williams s'enrôla comme bénévole dans une unité d'infanterie de l'Illinois, et du 21 décembre 1863 au 9 octobre 1865, il travailla auprès du général William T. Sherman comme ingénieur topographique. Sans n'avoir jamais été blessé en service, il revendiqua plus tard de douloureuses varices dues aux marches forcées de sa période militaire.
C'est dans les années 1860 qu'il commença à illustrer de manière professionnelle : deux de ses œuvres  parurent en 1869 dans Au-delà du Mississippi par Albert Deane Richardson, publié par une maison d'édition de Hartford, Connecticut. En 1870, de retour à New York, ses travaux  commencèrent à paraître dans le magazine Harper's Bazar et chez d'autres éditeurs new-yorkais,.

### Illustrateur de Mark Twain

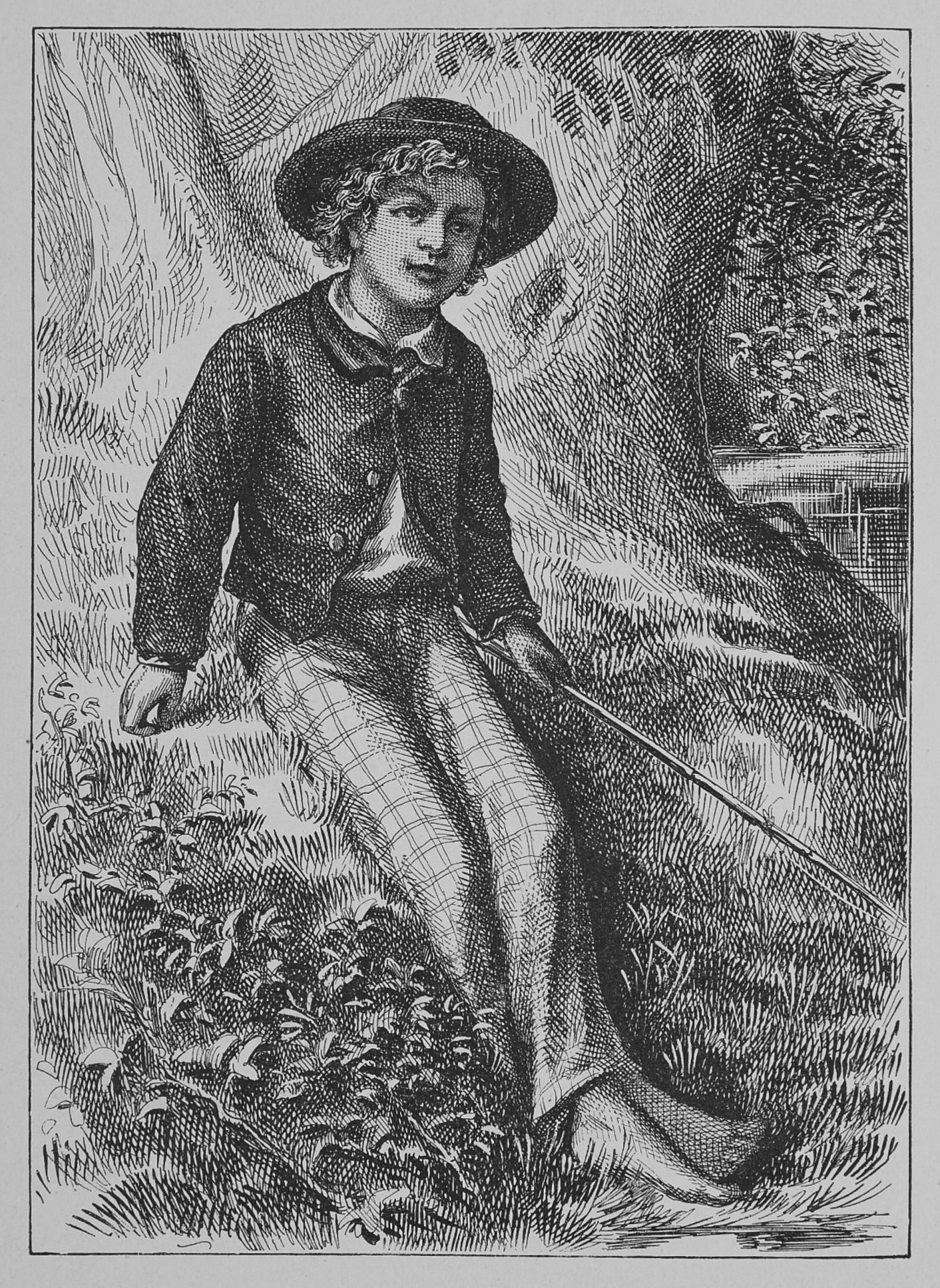
Tom Sawyer, création emblématique de True Williams

Selon Albert Bigelow Paine, « Williams était un homme de grand talent — avec une imagination brillante et un esprit très fin — mais lorsque l'exigeait la situation, il fallait l'enfermer dans une pièce avec rien de plus attrayant que de l'eau froide comme boisson ».
Pour Twain, Williams travailla d'abord sur Les Innocents à l'Étranger. Le biographe Albert Bigelow Paine rappelle qu'il s'agit là du plus grand livre de voyage de Twain et écrit : « si Williams n'était pas un grand dessinateur, il n'en demeure pas moins qu'aucun autre artiste n'a jamais mieux saisi la lumière et l'esprit de l'auteur du texte ». En revanche, le critique littéraire Michael Patrick Hearn pense qu'il était « piètre dessinateur et que ses créations sont restées grossières ou très sentimentales. »
Sur sa contribution à Tom Sawyer, Warren Chappell écrit : « il est évident que Williams ne s'est pas toujours préoccupé de la teneur du texte. Premier à illustrer la scène du blanchiment de la palissade, il a dépeint une clôture métallique plutôt que les lattes de bois dont elle est constituée. »
Williams attira également l'attention pour avoir intégré des allusions humoristiques dans ses illustrations de Tom Sawyer ; c'est ainsi qu'il a peignit son nom sur une pierre tombale et modifia le lettrage d'une pancarte : « La plume est plus puissante que l'épée » devenu « le pénis est plus puissant que l'épée », jeu de mots que Twain utilisa lui-même de nombreuses années plus tard,.
Le style des illustrations de Tom Sawyer influença E. W. Kemble dans ses réalisations pour Aventures de Huckleberry Finn (1884).

### Autres travaux
En plus de son travail avec Twain, Williams illustra une autobiographie de P. T. Barnum et les œuvres des humoristes George Wilbur Peck et Bill Nye, compositions ayant également paru dans les Harper's Weekly et le Harper's Bazar.
Il écrivit un livre qui lui est propre, roman d'aventure appelé La Fortune de Frank Fairweather, et publia un livre de poèmes, Sous le Ciel ouvert. Les deux parurent en 1890 avec des illustrations exclusives de l'auteur.

### Vie personnelle et mort
True Williams se maria deux fois. Il épousa d'abord Carrie M. Heath le 19 avril 1884 qui décéda le 25 juillet 1885 de la tuberculose et d'un accouchement avant terme. Leur fils, grand prématuré, mourut peu après.
Le 27 juillet 1886, Williams convola avec Rose Heath, la jeune sœur de Carrie. Ils divorcèrent en 1892 en raison de l'alcoolisme de l'artiste qui, selon Schmidt, pouvait rester ivre pendant une semaine ou plus
Williams mourut à Chicago, dans l'Illinois, d'une hémorragie interne due à un anévrisme de l'aorte, le 23 novembre 1897, à l'âge de 58 ans.

## Travaux

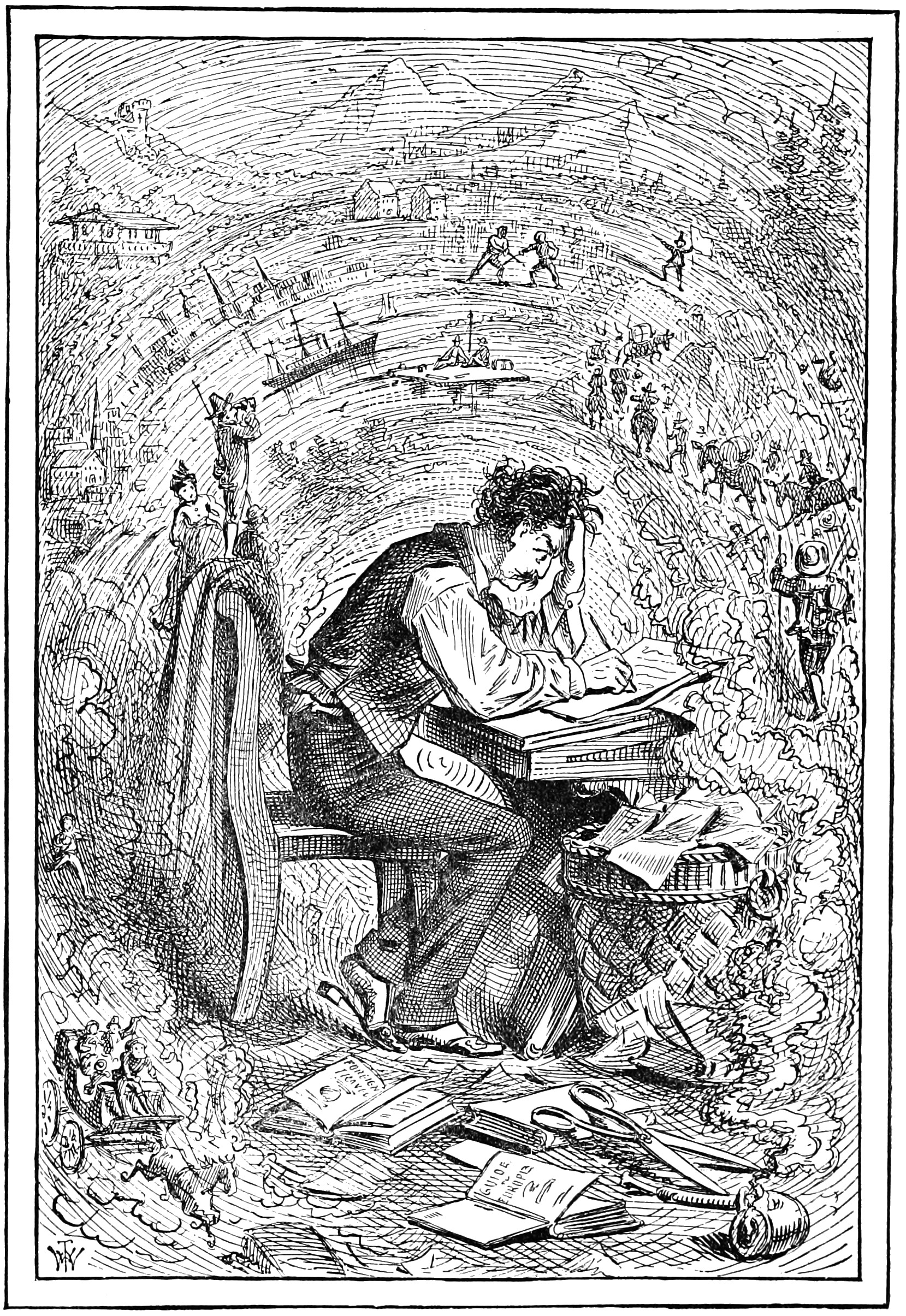
Mark Twain au travail, à partir d'Un Clochard à l'Étranger

### Pour Mark Twain
Les illustrations de Williams apparaissent dans six œuvres de Mark Twain :
- Les Innocents à l'étranger (1869)
- À la dure (1872)
- L'Âge D'Or (1873)
- Croquis nouveaux et anciens (1875)
- Les Aventures de Tom Sawyer (1876)
- Un Clochard à l'étranger (1880)

### Propres œuvres
- La Fortune de Frank Fairweather  (1890)

### Pour d'autres auteurs
- Luttes et les Triomphes (1869) de P. T. Barnum
- L'Histoire non écrite : la vie parmi les Modocs (1874) de Joaquin Miller
- Châtaignes, l'ancien et le nouveau (1888) de Bill Nye
- Le mauvais garçon et son papa (1890), de George W. Pec